# Ordine antoniano maronita

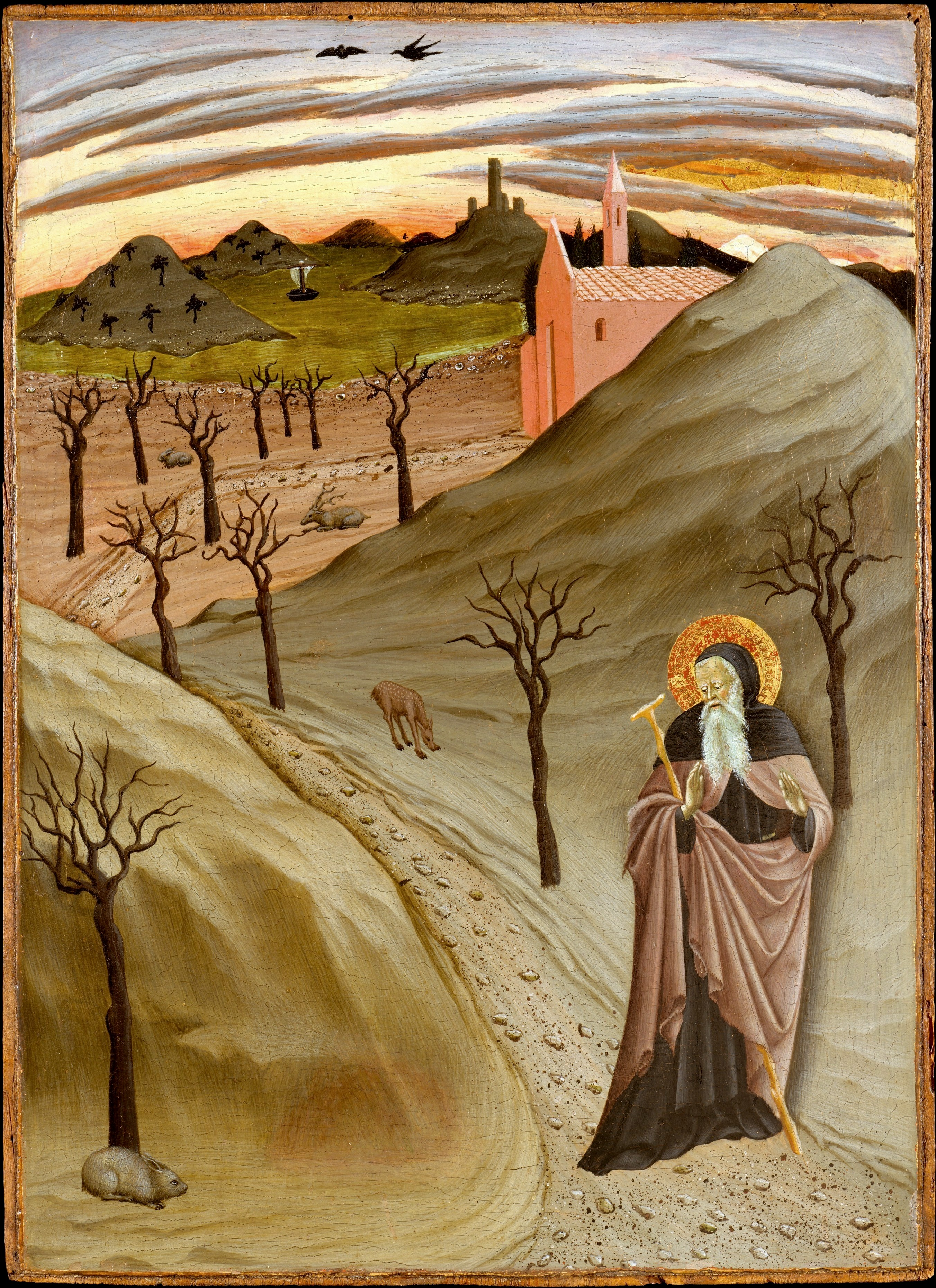
Sant'Antonio, ispiratore del monachesimo maronita

L'Ordine antoniano maronita (in latino Ordo antonianorum maronitarum) è un istituto religioso maschile di diritto pontificio del rito maronita: i membri dell'ordine pospongono al loro nome la sigla O.A.M.

## Storia
L'ordine venne fondato per volere di Gabriele di Blawza, arcivescovo maronita di Aleppo e patriarca di Antiochia, al fine di far rivivere l'antico monachesimo antoniano.
Il 15 agosto 1700 inviò i preti Hage e Kraiker sulla collina di Aramta, presso Brummana, dove sorgeva un antico santuario dedicato al santo profeta Isaia, per fondarvi il monastero che sarebbe divenuto casa madre dell'ordine.
L'emiro Abdullah Abillamah, capo dei drusi, appoggiò l'opera; papa Clemente XII approvò l'ordine con il breve Misericordiarum pater del 17 gennaio 1740.

## Attività e diffusione
Gli antoniani si dedicano a varie opere a carattere pastorale e sociale, essenzialmente presso le comunità maronite.
Oltre che in Libano, i monasteri antoniani maroniti sono presenti in Australia, Belgio, Canada, Francia, Italia e Siria. La sede generalizia è presso il convento di Saint Roch di Dekwaneh, a Beirut.
Al 31 dicembre 2008 l'ordine contava 34 monasteri e 174 religiosi, 131 dei quali sacerdoti.